# Șagu (gmina)
Șagu – gmina w Rumunii, w okręgu Arad. Obejmuje miejscowości Cruceni, Firiteaz, Fiscut, Hunedoara Timișană i Șagu. W 2011 roku liczyła 3776 mieszkańców.